# 太爺雞
太爺雞始創自清末江蘇武進人周桂生，曾中過舉人，任花縣知縣，晚年留粵終老，在廣州城百靈路開設「周生記」，以江蘇煙燻之法製作豉油雞，稱為「卥燻雞」，而「燻」音諧「瘟」字不雅，而知縣又稱太爺，故改稱之為「太爺雞」。周恩長去世後，子周照軒並無繼續做太爺雞。
1949年，香港頤園酒家曾聘周恩長子周照軒主理太爺雞，頤園酒家結業後，太爺雞從此失傳。
1980年7月20日，周桂生曾外孫新會人高德良在廣州文明路39號重新開設「周生记」太爺雞店，今已由其子高崚繼承。